# منتخب نيوزيلندا تحت 19 سنة لاتحاد الرغبي
منتخب نيوزيلندا تحت 19 سنة لاتحاد الرغبي (بالإنجليزية: New Zealand national under-19 rugby union team)‏ هو ممثل نيوزيلندا الرسمي في المنافسات الدولية في اتحاد الرغبي تحت 19 سنة.